# Norma Aleandro
Norma Aleandro Robledo, née le 2 mai 1936 à Buenos Aires) est une actrice argentine ayant remporté le prix d'interprétation féminine au Festival de Cannes 1985 pour le rôle de Alicia dans L'Histoire officielle (La historia oficial) de Luis Puenzo.
Elle fut également nommée aux Oscars en 1987.

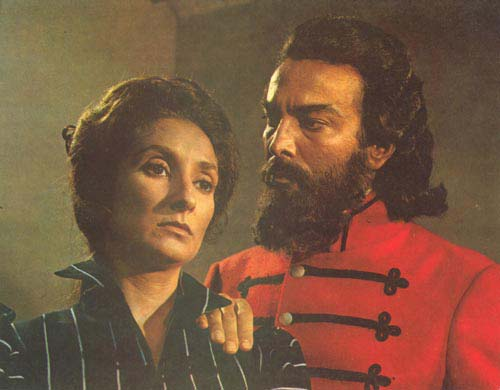
Güemes - la tierra en armas, 1971

## Filmographie
- 1969 : La fiaca de Fernando Ayala - Martha
- 1973 : Les Sept fous de Leopoldo Torre Nilsson - Hipólita
- 1974 : La tregua de Sergio Renán - la femme du bus
- 1985 : L'Histoire officielle de Luis Puenzo - Alicia
- 1987 : Gaby de Luis Mandoki - Florencia
- 1989 : Cousins de Joel Schumacher - Edie
- 1990 : Cien veces no debo d'Alejandro Doria - Carmen
- 1996 : Sol de otoño d'Eduardo Mignogna - Clara Goldstein
- 1998 : El faro d'Eduardo Mignogna - Dolores
- 2000 : Une nuit avec Sabrina Love d'Alejandro Agresti - Julia
- 2001 : Le Fils de la mariée de Juan José Campanella - Norma Belvedere
- 2001 : La Fuga d'Eduardo Mignogna - la Varela
- 2002 : Toutes les hôtesses de l'air vont au paradis de Daniel Burman - la mère de Teresa
- 2003 : Cleopatra d'Eduardo Mignogna - Cleopatra
- 2004 : Ay, Juancito d'Héctor Olivera - doña Juana
- 2004 : Tellement proches ! de Dominic Harari et Teresa Pelegri - Gloria Dalì
- 2004 : Cama adentro de Jorge Gaggero - Beba Pujol
- 2009 : Música en espera d'Hernán Goldfrid - la mère de Paula
- 2009 : The City of Your Final Destination de James Ivory - Alma Van Euwen
- 2009 : Anita (film, 2009) de Marcos Carnevale - Dora

## Distinctions

### Récompenses
- Association des critiques de cinéma argentins : Condor d'argent de la meilleure actrice argentine pour L'Histoire officielle, Sol de Otoño et Le Fils de la mariée
- Festival de Cannes 1985 : prix d'interprétation féminine pour L'Histoire officielle
- New York Film Critics Circle Awards 1985 : meilleure actrice pour L'Histoire officielle
- Festival international du film de Carthagène 1985 : meilleure actrice pour L'Histoire officielle
- David di Donatello 1987 : meilleure actrice pour L'Histoire officielle
- Festival international du film de Saint-Sébastien 1996 : meilleure actrice pour Sol de Otoño
- Festival de La Havane 1996 : meilleure actrice pour Sol de Otoño
- Festival de Gramado 2002 : meilleure actrice pour Le Fils de la mariée

### Nominations
- Oscars du cinéma 1988 : meilleure actrice dans un second rôle pour Gaby: A True Story
- Golden Globes 1988 : meilleure actrice dans un second rôle pour Gaby: A True Story